# Deh Dalīān
Deh Dalīān (persiska: دِه دَليان, دِه دِليان, ده دلیان) är en ort i Iran.   Den ligger i provinsen Hamadan, i den nordvästra delen av landet, 270 km väster om huvudstaden Teheran. Deh Dalīān ligger 1 877 meter över havet och antalet invånare är 339.
Terrängen runt Deh Dalīān är kuperad söderut, men norrut är den platt. Deh Dalīān ligger nere i en dal. Runt Deh Dalīān är det ganska tätbefolkat, med 185 invånare per kvadratkilometer. Närmaste större samhälle är Āzādshahr, 13,0 km väster om Deh Dalīān. Trakten runt Deh Dalīān består i huvudsak av gräsmarker.